# Лимоне-Пьемонте
Лимоне-Пьемонте (итал. Limone Piemonte) — коммуна в Италии, располагается в регионе Пьемонт, в провинции Кунео.
Население составляет 1564 человека (2008 г.), плотность населения составляет 22 чел./км². Занимает площадь 71 км². Почтовый индекс — 12015. Телефонный код — 0171.
Покровителем коммуны почитается святой апостол Пётр в веригах, празднование в первое воскресение августа.

## Демография
Динамика населения:

## Администрация коммуны
- Официальный сайт: http://www.limonepiemonte.it